# キンドマックス
キンドマックス (Kindmax) はテーピング用テープを専門とするアメリカ合衆国のメーカー、およびそのブランド。1998年に設立された。エスシーティー商事が初めて日本に輸入し、販売した。

## 種類
固定テープ (W)
ホワイトカラー布使用で、非伸縮テープ。
伸縮テープ (E)
伸縮性がある厚地の素材が使用されている伸縮テープ。
ソフト伸縮テープ (SE)
柔らかい素材でできている伸縮テープ。
自着テープ (F)
テープ自体のみ、粘着性がある自着伸縮テープ。
カラーキネ太郎テープ (K)
筋肉と同程度に伸びる生地素材が使用されている伸縮テープ。
十字テープ (X)
クロスのように生地の交差でできているテープ。非伸縮テープ。

## メーカー商品
キンドマックス
自社テープ：W/E/SE/U/K/F/LAP